# Blek rynkhätta
Blek rynkhätta (Mycena niveipes) är en svampart som tillhör divisionen basidiesvampar, och som först beskrevs och fick sitt latinska namn av William Alphonso Murrill. Blek rynkhätta ingår i släktet Mycena, och familjen Favolaschiaceae. Arten är reproducerande i Sverige.